# Alexandru Nazare
Alexandru Nazare, né le 25 juin 1980 à Onești, est un homme politique roumain, membre du Parti national libéral (PNL).

## Biographie
Après avoir étudié, entre 1999 et 2005, les sciences politiques et administratives à l'École nationale d'études politiques et administratives (SNSPA), il entre au cabinet du ministère de l'Intégration européenne, puis devient député européen entre décembre 2008 et juillet 2009.
Nommé secrétaire d'État du ministère des Finances publiques en avril 2010, il passe au ministère des Transports et des Infrastructures en novembre suivant. Le 9 février 2012, il en prend la direction, dans le gouvernement de centre droit dirigé par l'indépendant Mihai Răzvan Ungureanu. Il est remplacé, le 7 mai, par Ovidiu Silaghi.